# 陈遵毅
陳遵毅（？—？），江西吉安府廬陵縣人，明朝政治人物。

## 生平
成化五年（1469年）己丑科三甲第八十名進士。授行人司行人，十一年（1475年）升監察御史，十三年（1477年）正月與兵科給事中張善吉查盤貴州並湖廣錢糧，十五年（1479年）七月坐致仕貴州都指揮使林晟及其子違法事，同年丁憂去職，弘治元年（1488年）起為嘉定縣知縣，四年（1491年）升慶遠府知府。